# Austrolimnophila microspilota
Austrolimnophila microspilota är en tvåvingeart som beskrevs av Alexander 1943. Austrolimnophila microspilota ingår i släktet Austrolimnophila och familjen småharkrankar. Inga underarter finns listade i Catalogue of Life.